# Hollywood Wolves
Die Hollywood Wolves waren ein US-amerikanisches Eishockeyfranchise der Pacific Coast Hockey League aus Los Angeles, Kalifornien.  

## Geschichte
Die Hollywood Wolves wurden 1942 als Amateurmannschaft gegründet. Zunächst spielten sie zwei Jahre lang in der Southern California Hockey League, ehe das Franchise zur Saison 1944/45 in deren Nachfolgewettbewerb, die Profiliga Pacific Coast Hockey League, wechselte. Die erfolgreichste Spielzeit der Mannschaft aus Hollywood, einem Stadtteil von Los Angeles, war die Saison 1946/47, in der sie den ersten Platz der South Division belegte. In den Playoffs um den Lester Patrick Cup, den Meistertitel der PCHL, konnte sich die Mannschaft jedoch nicht durchsetzen. Im Anschluss an die Spielzeit stellte die Mannschaft den Spielbetrieb ein.

## Saisonstatistik (PCHL)
Abkürzungen: GP = Spiele, W = Siege, L = Niederlagen, T = Unentschieden, OTL = Niederlagen nach Overtime SOL = Niederlagen nach Shootout, Pts = Punkte, GF = Erzielte Tore, GA = Gegentore, PIM = Strafminuten
| Saison  | GP | W  | L  | T | OTL | SOL | Pts | GF  | GA  | Platz     | Playoffs |
| 1944/45 | 18 | 9  | 8  | 1 | —   | —   | 19  | 86  | 103 | 3., South |          |
| 1945/46 | 40 | 21 | 19 | 0 | —   | —   | 42  | 157 | 157 | 2., South |          |
| 1946/47 | 60 | 43 | 16 | 1 | —   | —   | 87  | 238 | 138 | 1., South |          |